# 越前市立図書館
越前市立図書館（えちぜんしりつとしょかん）は、福井県越前市の公共図書館である。2005年に武生市と今立郡今立町が合併して越前市が発足した。旧武生市域にある越前市中央図書館と、旧今立町域にある越前市今立図書館の2館からなる。

## 特色

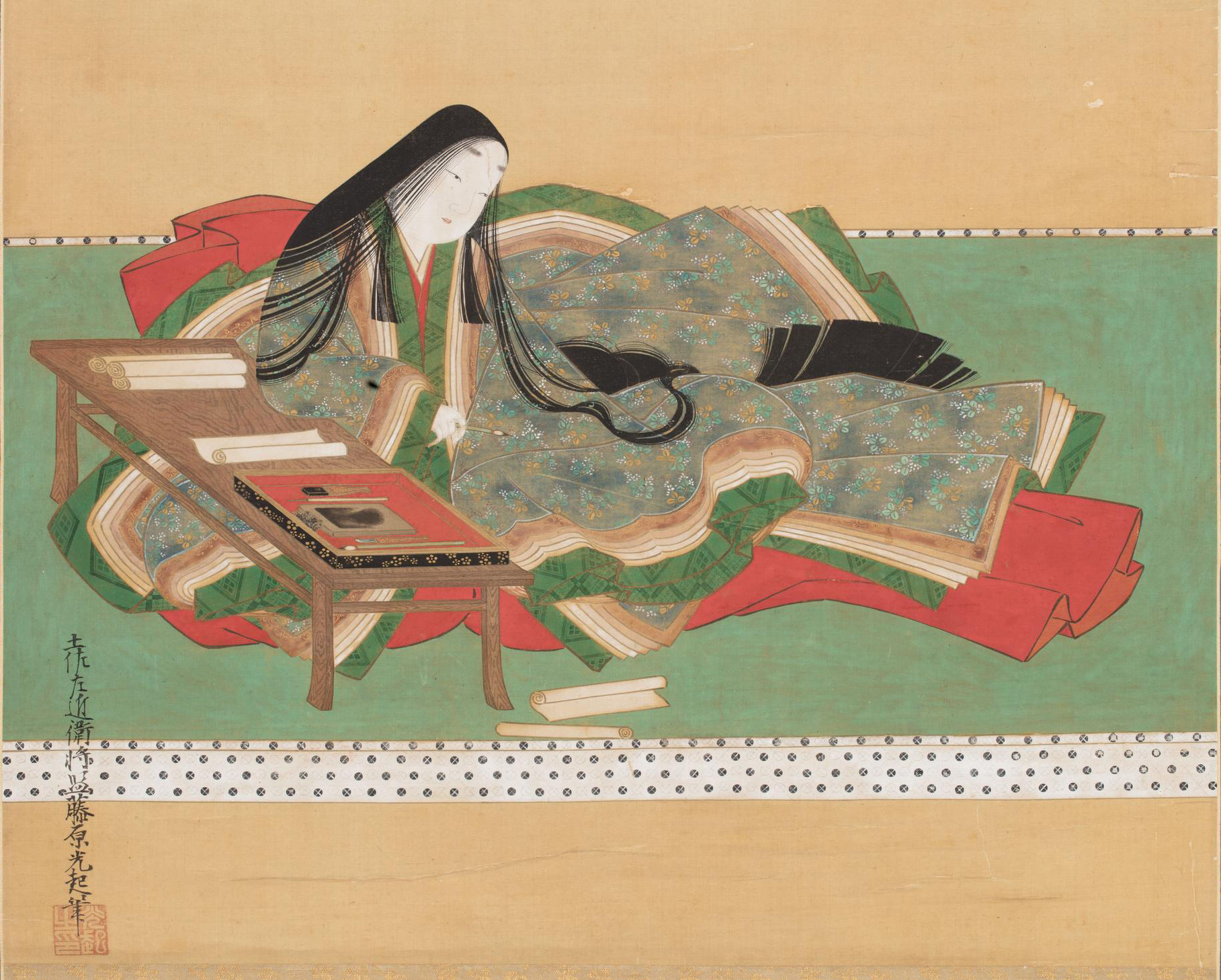
越前国府で暮らしたことがある紫式部

福井市は太平洋戦争末期の1945年（昭和20年）7月19日に福井空襲に襲われたが、現在の越前市域は空襲を経験していない。中央図書館には1923年（大正12年）10月以降の福井新聞の原本が保存されている。これほど古い時期の原本を所蔵しているのは福井県内で越前市立図書館のみであり、貴重な地域研究材料となっている。中央図書館は明治時代以降の地域資料（郷土資料）、四書五経や日本の詩文集などの和本、越前打刃物関係の古文書などを所蔵している。地域資料は閲覧用と貸出用の2冊を並べて配架している。
平安時代の作家である紫式部は父・藤原為時に従って越前国府（現在の越前市域）で過ごしたことがある。1986年（昭和61年）から武生市立図書館は紫式部に関係する資料を収集しており、2001年（平成13年）時点では約2,000点を所蔵している。武生市立図書館には個人文庫（特殊文庫）として、仏教学者の大久保道舟が寄贈した越渓文庫、市立福井図書館長などを務めた石橋重吉が寄贈した咬菜文庫などがあった。
2008年度には「オーナー制度」という名称で、全国の図書館に先駆けて雑誌スポンサー制度を開始した。雑誌のオーナーとなった団体や個人は、購入費を提供する代わりに雑誌にメッセージ入りのカバーをかけられる。2008年度には5誌がオーナー制度によって揃えられ、2009年度と2010年度には22誌にまで拡大した。この制度を採用したことによって、それまで購入していなかった陶芸やクルーズなどの分野の雑誌が登場したという。この制度には福井県外の図書館からの問い合わせもあり、2009年度には徳島県立図書館が、2010年度には野洲図書館（滋賀県）が類似の制度を開始した。
福井県にかつて生息していたコウノトリの関連書籍、環境調和型農業の関連書籍を集めたコーナーが中央図書館内に設けられている。2013年（平成25年）には越前市が「読書のまち」を宣言した。

## 中央図書館

### 建物

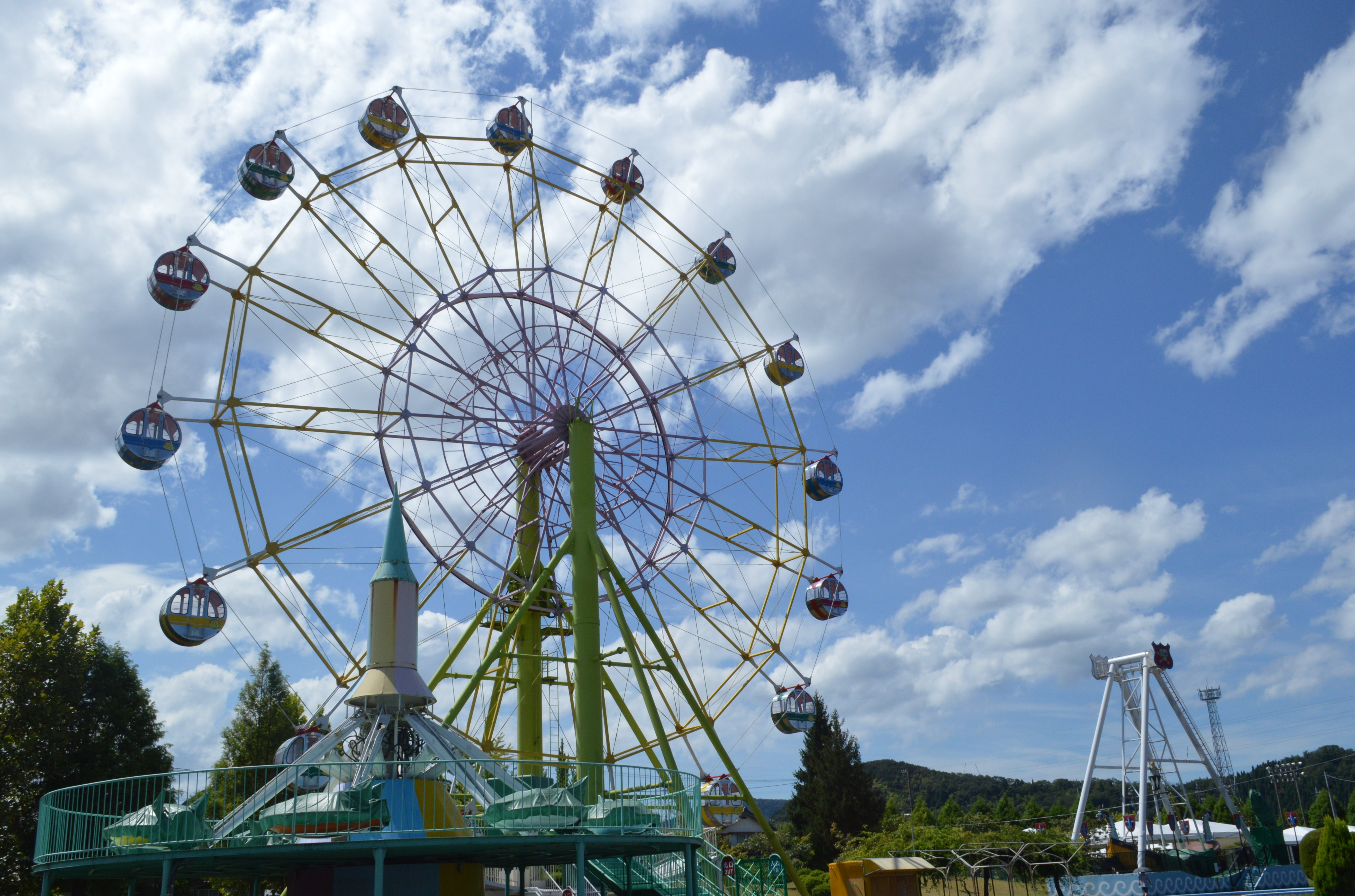
図書館が所在する武生中央公園

中央図書館は武生中央公園内に位置し、一般開架スペースは噴水広場に沿った扇形の形状である。鉄筋コンクリート一部2階建であり、建物の南東側に入口がある。段差のないワンフロア型の図書館であり、全館にバリアフリー対応がなされている。
内部空間にはPC梁と張弦梁を組み合わせており、一般開架スペースには柱が存在しない。高窓から自然光を取り入れているほか、新たに開発した書架照明を採用している。自然換気システムを導入しており、季節や時間帯によっては空調を行わずに自然通風を取り入れることができる。中庭の縁石には地場産業の越前瓦を、ルーバー間仕切には福井県産スギ材を、サッシ方立・扉・床材などには旧武生市の市木である竹の集成材を使用している。書架照明カバーは地元のキョーセー株式会社の製造による。児童フロアの床には安全かつ足音を吸収するコルク材を使用している。

### 設備
中央図書館の最大収容冊数は40万冊であり、2006年（平成18年）時点の既存3施設の合計の1.7倍である。武生図書館、分館「砳」（らく）、児童室キッズの3館から計約25万冊を引き継ぎ、新たに購入した書籍も加えて開館時には約31万冊の蔵書があった。1階は一般図書閲覧室・児童図書閲覧室、新聞・雑誌、地域・行政資料、視聴覚・ITコーナー、学習支援室があり、ITコーナーでは公衆無線LANサービスを提供している。閲覧席は100席あり、持ち込みパソコン利用可能な席が46席ある。さらにはグループ席が2室、ビジネス支援用の個人研究室が3室ある。2階は約20万冊を収容する書庫のみである。中央図書館は特に児童書が充実しており、0歳-3歳児用の絵本を集めたコーナー、読み聞かせ用の部屋、ティーンズコーナー、授乳室などが設けられている。

## 歴史

### 中央図書館

#### 谷口文庫/進修図書館(1896-1923)

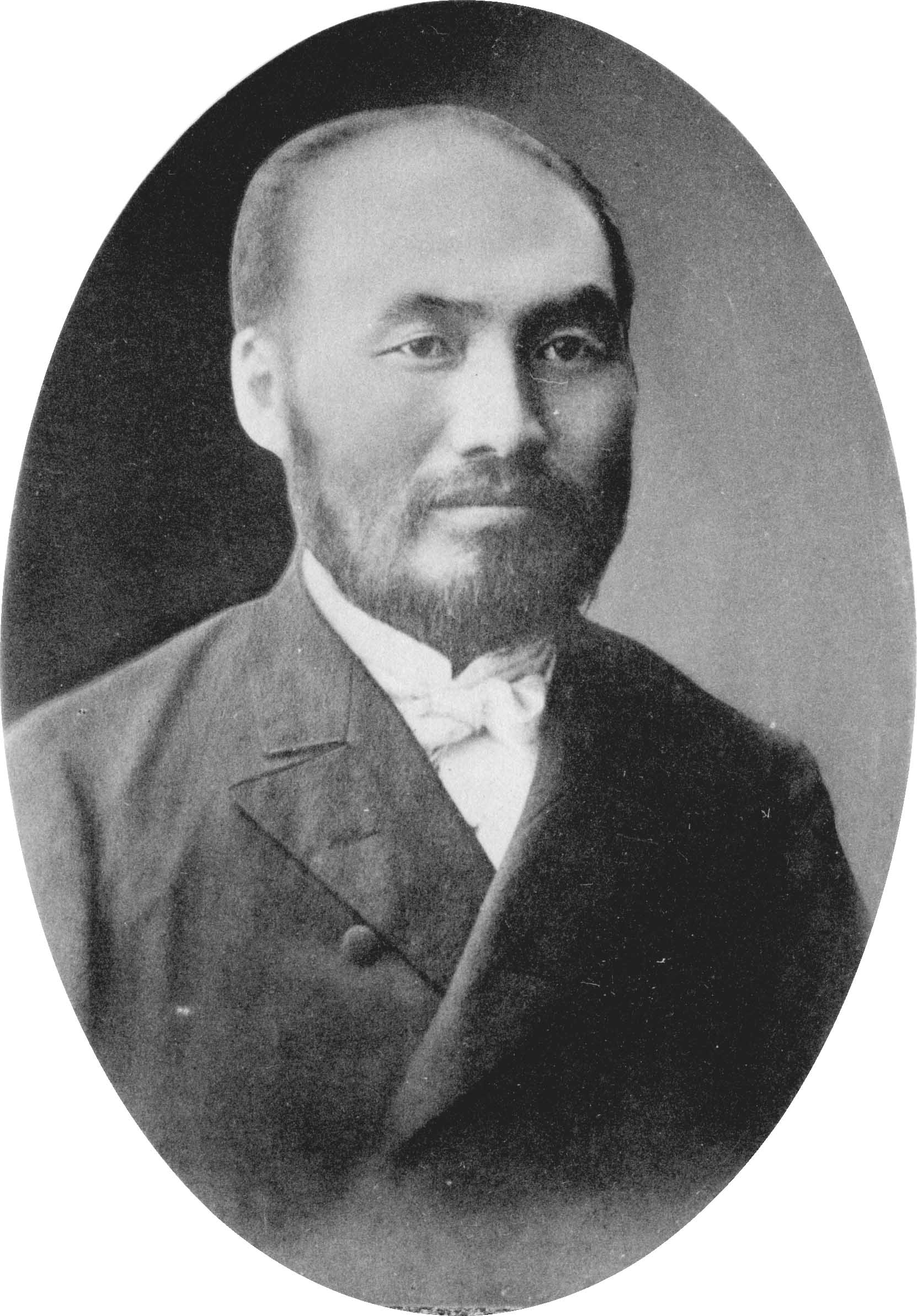
図書館設置を進言した帝国大学初代総長の渡辺洪基

武生町出身の帝国大学初代総長である渡辺洪基は、1878年（明治11年）に武生地方の有志に対して図書館設置を促す書状を送っている。明治初期には福井藩の藩校・立教館が進修小学校（現・越前市武生東小学校）となり、壮麗な洋風建築では後に民権運動家となる人物たちが勉学に励んだ。
進修小学校の初代校長を務めた谷口一学（谷口安定などとも）の遺志によって、遺族から漢籍など蔵書400冊が寄贈された。1896年（明治29年）には進修小学校に谷口文庫が開設された。1909年（明治42年）9月には皇太子明宮（後の大正天皇）の北陸行啓を記念して、谷口文庫に有志からの寄贈書約400冊を合わせ、進修図書館が発足した。1922年までの図書館は進修小学校に併設された。

#### 武生町立図書館/武生市立図書館(1923-2006)

##### 幸町第1期

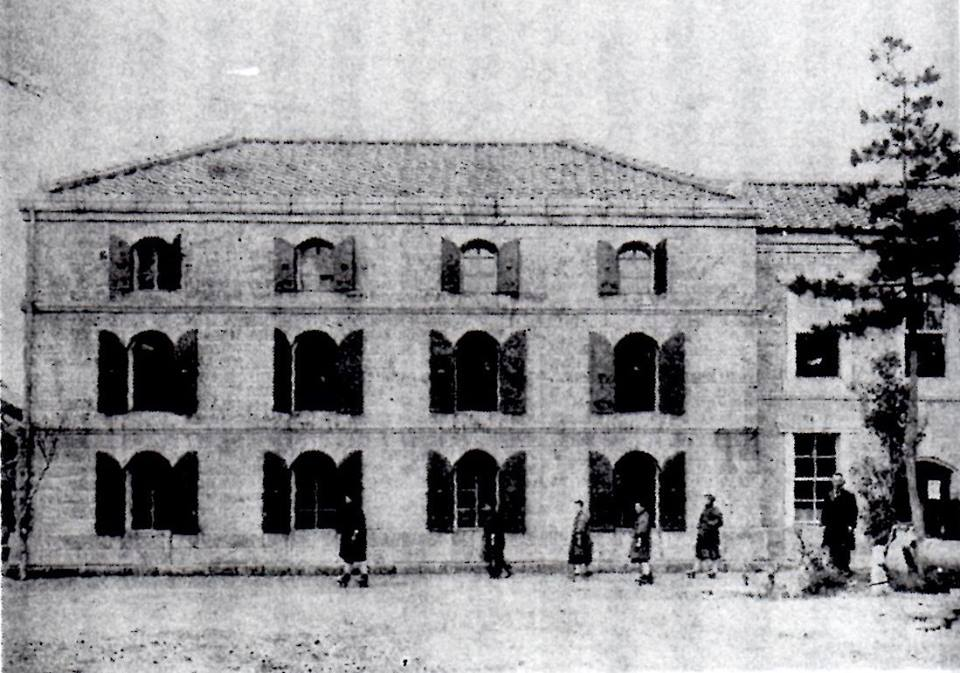
武生町立図書館

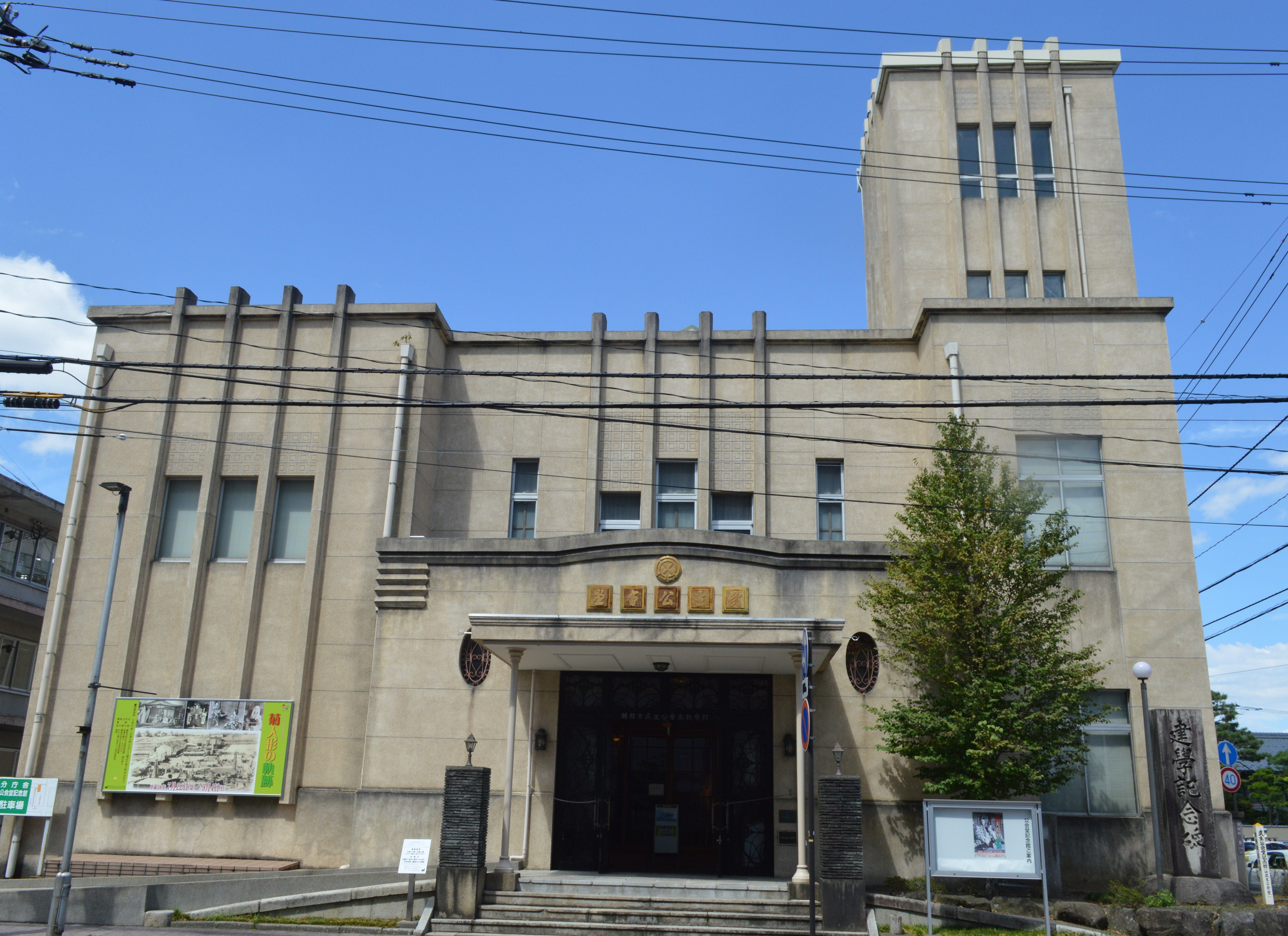
藩校跡地に建設された武生町公会堂

山甚商店の創業者である第六代山本甚三郎が公益事業への協力を申し出たため、武生町長は公園・図書館・公会堂の建設を提案した。山本が建設費を負担し、1922年（大正11年）には芦山公園が、1923年（大正12年）には図書館が、1929年（昭和4年）には立教館跡地に武生町公会堂が完成している。1922年には石造書庫3階建・閲覧室2階建の図書館の建設に着工。総工費は15,000円。
進修図書館の蔵書を収容して、1923年12月23日には武生町立図書館の開館式が行われた。蔵書数は6,870冊。当時としてはモダンな建築であり、石造の書庫は耐震性・耐火性を備えていた。当時の武生町の人口は約19,000人だったが、町民の図書館に対する関心は高く、初年度の閲覧者数は約13,500人に達した。武生町出身の政治家である関義臣や栗塚省吾、教育者である石橋重吉や松本源太郎、土井慶蔵なども、計3,300冊を図書館に図書を寄贈している。
1931年（昭和6年）には運営面が評価されて文部省から選奨を受けた。1932年（昭和7年）の閲覧者数は人口の2倍を超える46,485人に達し、以後には夜間開館の実施（1934年）、館外貸出の実施（1936年）、無料法律人事相談所の開設（1937年）、貸出文庫の実施（1941年）、各種展覧会の開催など、様々な取り組みを行っている。

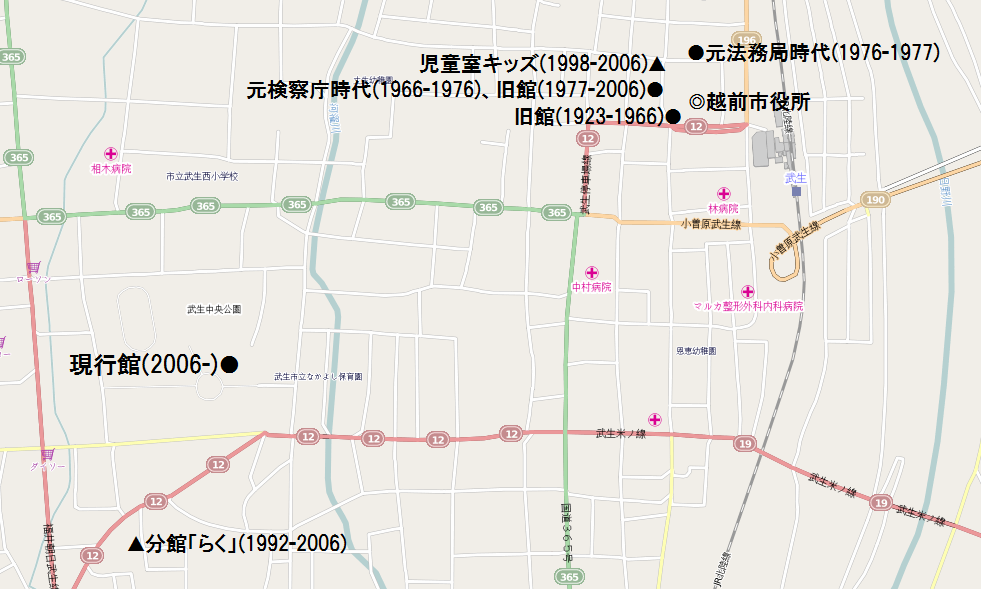
歴代の建物の所在地

太平洋戦争終結後には連合国軍最高司令官総司令部(GHQ)によって国家主義的書籍の没収命令が出されている。武生町立図書館では48部59冊が没収/押収され、883部1,213冊が閲覧禁止/一括保管となった。1948年（昭和23年）4月には武生町が市制を施行して武生市となり、武生市立図書館に改称した。1950年（昭和25年）時点で福井県に存在した図書館は、同年に開館した福井県立図書館、武生市立図書館、粟田部町立花筐図書館の3館のみであり、市立福井図書館は同年に廃館を余儀なくされていた。
1950年には日本十進分類法に基づいて蔵書約17,000冊の整理を行った。それぞれの図書は一般図書、郷土関係図書、和漢書、洋書、児童図書に区分され、目録カードやブックカードなどが整備された。書庫に積まれていた1924年以降の福井新聞、1941年以降の官報類、年鑑や行政資料、逐次刊行物などの整理・製本も行われ、これらは福井県内唯一の資料として保存されている。1951年（昭和26年）4月には新方式による館外貸出が始まった。
1950年12月には図書館協議会を設置した。同年には図書館が主体となって読書会、文学研究会、武生郷土史研究会が発足し、文化講座、資料展、レコードコンサートなどを開催した。1954年（昭和29年）には図書館充実後援会が発足し、図書充実に向けた募金活動を行った。1955年（昭和30年）には図書館が貸出文庫を開始した。同年には図書館の東隣に武生市役所が建設された。
1961年（昭和36年）には図書の開架化を実施した。1966年（昭和41年）12月には、現行館と道路を挟んで北西の場所にあった旧検察庁庁舎を改装して移転した。1969年（昭和44年）11月には70,000冊を収容する積層式三層の書庫を建設した。1971年（昭和46年）4月には貸出方式をブラウン方式に移行。1975年（昭和50年）からは配本所を相次いで開設している。

##### 幸町第2期

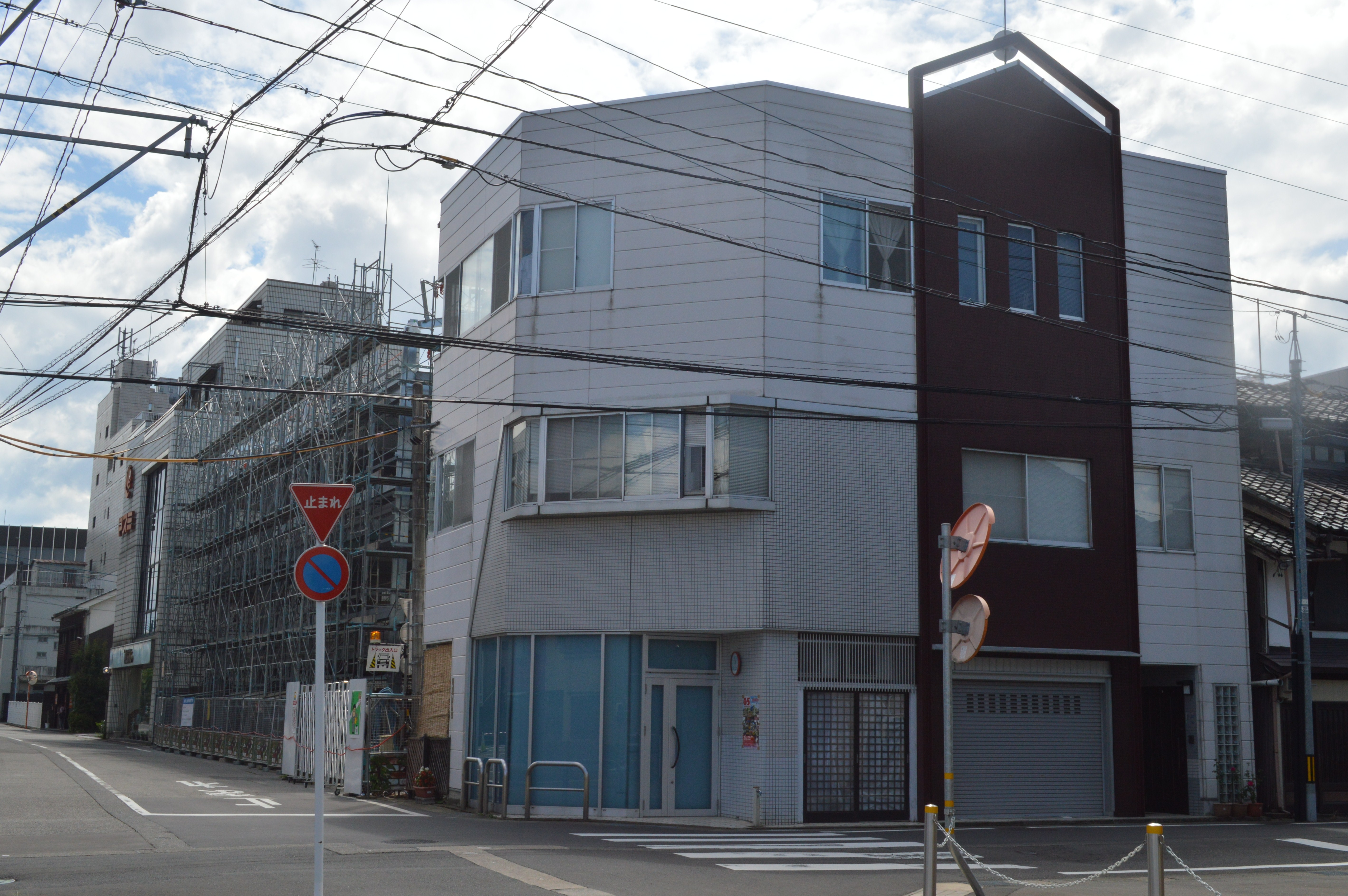
1966年から2006年までの図書館所在地（左奥の工事現場）

1976年（昭和51年）10月9日には同一地（幸町8番27号）で新館の建設に着手。新館建設中の1976年から1977年まで、市役所北側にあった元法務局の建物を暫定的に図書館として使用している。新館は1977年（昭和52年）6月30日に竣工し、8月2日に新館に移転して開館した。総工費は14億4000万円。鉄筋コンクリート造3階建であり、延床面積は1,229.30m2、7万冊収容可能な積層式書庫を備えている。時代の要請にあわせて、身体障害者用のスロープやトイレなども設置された。
1階には一般図書コーナー、児童コーナー、新聞雑誌コーナーがあり、2階には郷土資料・逐次刊行物コーナー、参考図書コーナーがあり、3階には視聴覚資料室兼会議室、展示コーナー、学習・読書コーナーがあった。開館時点で一般図書コーナーには個人全集40種類が揃えられ、児童コーナーには雑魚寝して読書ができるマットレスが敷かれた。開館時点では週刊誌6種、月刊誌23種、日刊紙10種、地方紙3種などが置かれていた。
1989年（平成元年）4月には、武生市・鯖江市・今立町の2市1町で広域貸出サービスを開始した。福井県では初の広域貸出サービスである。3館の蔵書の合計は約25万冊であり、月曜や祝日以外の休館日はそれぞれ異なっている。同年6月には郷土資料関係の新聞記事を集めたウェブページを立ち上げた。1990（平成2年）4月には貸出冊数制限を撤廃した。
『ふくい図書館白書'91』によると、1989年度の蔵書数は13.7万冊であり、福井県内では19.9万冊の福井市立図書館に次いで第2位だった。一方で同時期の受入冊数は年間4,950冊であり、福井県内では福井市立図書館、鯖江市図書館、今立町立図書館、敦賀市立図書館、丸岡町立図書館に次いで第6位だった。同時期の資料費は年間880万円であり、福井県内では福井市立図書館、敦賀市立図書館に次いで第3位だったが、住民1人あたり資料費では全国平均の159円/人を下回った。同時期の貸出冊数は1.30冊/人であり、全国平均の2.04冊/人を下回った。同時期には貸出方法として変型ブラウン方式を採用していた。
2002年（平成10年）1月には市内にキャンパスを持つ仁愛大学と図書館の協力協定を結んだ。仁愛大学は心理学、語学、コンピュータなどの専門書を所蔵しており、武生市民は市立図書館を通じて仁愛大学付属図書館の資料を借りることができるようになった。福井県内では2004年に敦賀市と敦賀短期大学が同様の協定を結んでおり、2007年（平成15年）には福井県立図書館と福井大学付属図書館が同様の協定を結んでいる。2006年に中央図書館が開館した後、旧館は越前市役所本庁舎別館（後に第二庁舎）として使用された。

##### 分館「砳」と「児童室キッズ」

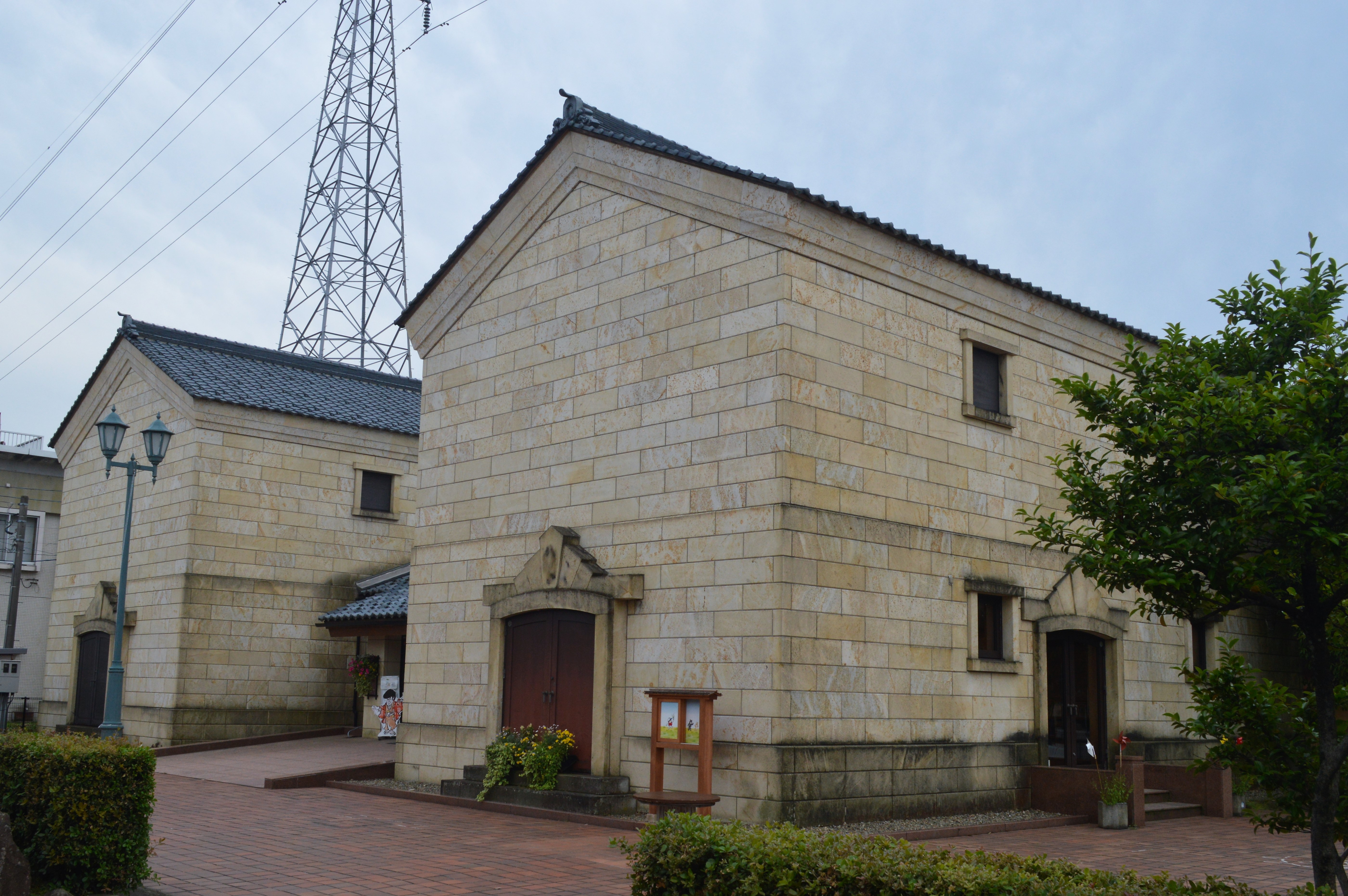
かこさとし ふるさと絵本館「砳」

1992年（平成4年）5月23日には高瀬1丁目15-47に、約13,000冊の蔵書を持つ分館「砳」（らく）を設置した。総事業費は23億9000万円。児童書・実用書が中心であり、約1,500枚のSPレコードを所蔵していた。建物は石造で、内部には木材を多用している。建物は1階中央部にホールが設けられ、北棟と南棟に分かれていた。1階は新聞・雑誌（入口）、児童書（北棟）、約100名収容のホール兼閲覧室（南棟）があり、2階は一般書・洋書・SPレコード（北棟）などがあった。延床面積は393.48m2である。半径1km圏内に保育所4、幼稚園3、小学校2、中学校1があり、子どもが多く訪れているうえに、雰囲気のよさから遠方からの利用者も多かった。
1998年（平成10年）1月8日には武生市立図書館の北隣に、児童書のみを所蔵する「児童室キッズ」を設置した。この土地と建物はかつて福井県第一信用組合武生支店として使用された建物であり、信用組合の経営破綻後の1996年（平成8年）10月、武生市が4,500万円で土地と建物を購入。分館を開館させるために2,250万円をかけて改修した。開館にともなって27,000冊の児童書を武生市立図書館から移動している。1階は読み物や絵本、2階は紙芝居や読み物以外の本、3階はホールとなっており、延床面積は277.84m2である。広さは既存の児童コーナーの約2倍となり、「児童室キッズ」開館後に利用者数は増加した。
2006年には本館同様に分館「砳」や「児童室キッズ」も閉館となり、「砳」は2013年に越前市出身の絵本作家かこさとしの作品を紹介する記念館、かこさとし ふるさと絵本館「砳」として生まれ変わっている。

#### 武生市中央図書館/越前市中央図書館(2006-)

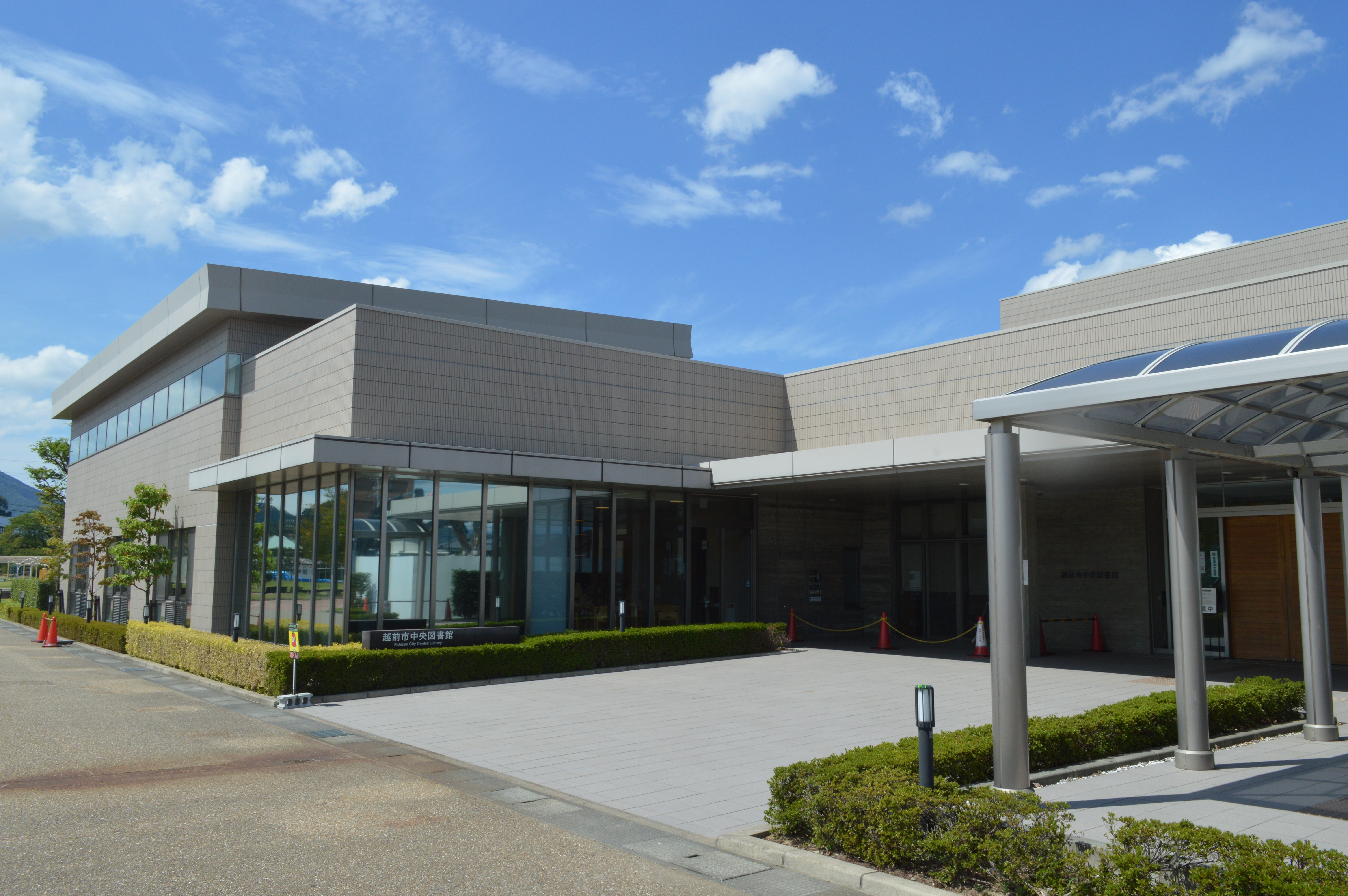
越前市中央図書館

武生市立図書館、分館「砳」、「児童室キッズ」の3館にはエレベーターが設置されておらず、書架の間隔が狭いことから障害者や高齢者が利用するときに不便だった。駐車場の台数も不足しており、書庫は湿度管理のできる空調設備を有していなかった。2000年（平成12年）7月には図書館調査研究懇話会が発足し、新館の建設に向けた提言を行った。2002年（平成14年）1月には提言を受けて図書館建設準備委員会が発足し、建設計画を具体化させた。
2005年（平成17年）1月31日には高瀬2丁目の武生中央公園内に武生市立中央図書館の建設工事を開始。設計事務所は久米設計、建設会社は木原建設・ウエキグミ・竹中工務店の共同企業体(JV)である。同年10月には武生市と今立町が合併して越前市となり、武生市立図書館から越前市武生図書館に改称した。2006年（平成18年）3月には利用者178人分のメールアドレスが流出する出来事があり、利用者から指摘を受けて謝罪した。4月1日には新館開館準備のために武生図書館が閉館した。閉館後も、4月12日から5月31日までの期間は「児童室キッズ」で雑誌と新聞のみは閲覧できるように配慮された。
2006年（平成18年）6月20日に新図書館が竣工し、8月1日には越前市中央図書館が開館した。建設費は14億8000万円、総事業費は18億3000万円。福井県内の図書館では初めてICタグによる蔵書管理方式を導入した。新館の開館に合わせて、2004年度から2006年度までの3年間に約1億2000万円を投じて6万冊を新規購入しており、開館時の蔵書数は約31万冊。武生図書館と「児童室キッズ」は閉館となった。
2016年（平成28年）1月には中央図書館と今立図書館で、中身のわからない「本の福袋」の貸出を開始した。大人向けと10代向けの2セットがあり、それぞれ図書館員が選んだ3冊が入っている。8月には新館開館10周年を迎え、武生町出身の絵本作家いわさきちひろに因んだ講演会などが開催された。

### 今立図書館

#### 粟田部町時代
1908年（明治42年）4月には今立郡粟田部町の栗田部町立花筐小学校（現・越前市花筐小学校）に図書館が併設された。1927年（昭和2年）4月には粟田部大火が起こり、花筐小学校が類焼して図書も焼失した。1929年（昭和4年）5月には図書などが栗田部町に移管され、花筐小学校に粟田部町立図書館が設置された。
1937年（昭和12年）4月には花筐小学校の跡地に、粟田部町立花筐図書館が開館した。印刷業で成功した地域の名士・島連太郎が建設費15,000円を提供し、福井県職員の今藤仁三郎が設計を担当している。当時の蔵書数は約5,200冊であり、市立福井図書館、武生町立図書館と並んで独立館を有する福井県で数少ない図書館だった。鉄筋コンクリート2階建、延床面積227m2の洋館であり、吹き抜けの階段にある湾曲したガラス窓が特徴である。この建物は粟田部島会館とも呼ばれた。1937年5月には花筐図書館で福井県図書館長会議が開催され、この会議で福井県図書館協会が発足した。1930年代の福井県には他県のような県立図書館が存在せず、市立福井図書館の石橋重吉館長は福井県の図書館事業を「全国の最下位」と述べている。

#### 今立町時代
戦後しばらくの花筐図書館はほとんどその機能をはたしていなかったとされている。1956年（昭和31年）9月30日には粟田部町が岡本村を編入合併して今立町となり、10月には粟田部町立花筐図書館から今立町立花筐図書館に改称した。なお、図書館法に定められた「図書館」が粟田部町/今立町に設置されたのは1983年のことであり、花筐文庫/花筐図書館（粟田部島会館）は図書館法における「図書館」ではない。
花筐図書館は土日のみ開館していたが、1959年（昭和34年）10月に週6日開館（月曜休館）に変更された。1960年（昭和35年）には花筐図書館内に福井県立図書館の今立配本所が設置された。1972年（昭和47年）9月には福祉センターが開館し、センター内に今立町立花筐図書館分館が設置された。今立町立花筐図書館本館（粟田部島会館）は週6日開館から水曜日のみの開館に変更され、事実上の閉館となっている。この建物は活用されないまま数十年を経たが、今立町が武生市と合併して越前市になると、月額33万円の賃借料が問題となった。

#### 今立町立図書館(1983-)
1937年に建設された図書館の建物は老朽化が進行していた。1982年（昭和57年）7月16日には定友の新敷地に、歴史民俗資料館を併設した新図書館の建設が開始され、1983年（昭和58年）3月20日に竣工した。4月には図書館設置に関する条例が公布され、6月23日に蔵書数8,659冊の今立町立図書館が開館した。鉄筋コンクリート造2階建、延床面積は1,080m2である。1階は一般閲覧室、児童閲覧室、郷土資料閲覧室、新聞雑誌閲覧室であり、図書は1階のワンフロアに置かれている。2階は書庫、会議室、視聴覚室などである。総事業費は2億286万円。
1984年（昭和59年）5月には、旧岡本村図書館の蔵書1,529冊が、和紙の里会館より今立町立図書館に移管された。同年6月には今立町内の4児童館に100冊ずつ配本し、団体貸出を開始した。1985年（昭和60年）7月には小学校から今立町立図書館に図書館バスの運行を開始した。新館の建設で利用者が大幅に増加し、1986（昭和61年）には年間貸出冊数が40,000冊を超えた。1987年（昭和62年）3月には、福井県立図書館今立配本所の図書1,524冊が今立町立図書館に寄贈された。
1989年（平成元年）3月には図書館内に2,829冊の三田村文庫が設置された。同年4月には今立町・武生市・鯖江市の2市1町で広域貸出サービスを開始した。同年10月には町内に7つある保育所に配本を開始した。1993年（平成5年）には世界一大きな絵本として、童話作家の藤下安子が地場産業の越前和紙で『紙すきおすまはん』（3.1m×2.2m）を製作した。

### 沿革
| 年                 | 武生町/武生市                              | 粟田部町/今立町                            |
| ------------------ | ------------------------------------------ | ------------------------------------------ |
| 1896年（明治29年） | 谷口文庫（私立）開設                       |                                            |
| 1908年（明治42年） |                                            | 花筐小学校に図書室を併設                   |
| 1909年（明治42年） | 進修図書館（私立）開設                     |                                            |
| 1923年（大正12年） | 武生町立図書館開館                         |                                            |
| 1929年（昭和4年）  |                                            | 粟田部町立図書館開館                       |
| 1937年（昭和12年） |                                            | 粟田部町立花筐図書館が開館                 |
| 1948年（昭和23年） | 武生市立図書館に改称                       |                                            |
| 1956年（昭和31年） |                                            | 今立町立花筐図書館に改称                   |
| 1966年（昭和41年） | 元検察庁庁舎に移転                         |                                            |
| 1972年（昭和47年） |                                            | 今立町立花筐図書館分館が開館               |
| 1977年（昭和52年） | 同一敷地内で新館に移転                     |                                            |
| 1983年（昭和58年） |                                            | 今立町立図書館が開館                       |
| 年                 | 越前市                                     | 越前市                                     |
| 2005年（平成17年） | 越前市武生図書館と越前市立今立図書館に改称 | 越前市武生図書館と越前市立今立図書館に改称 |
| 2006年（平成18年） | 越前市中央図書館が開館                     | 越前市中央図書館が開館                     |

出典 : 越前市立図書館公式サイト